# Håknasjön
Håknasjön är en sjö i Hylte kommun i Småland och ingår i Fylleåns huvudavrinningsområde. Sjön har en area på 0,203 kvadratkilometer och ligger 148,3 meter över havet. Sjön avvattnas av vattendraget Fylleån.

## Delavrinningsområde
Håknasjön ingår i det delavrinningsområde (630641-134753) som SMHI kallar för Utloppet av Håknasjön. Medelhöjden är 155 meter över havet och ytan är 1,25 kvadratkilometer. Räknas de 12 avrinningsområdena uppströms in blir den ackumulerade arean 49,95 kvadratkilometer. Avrinningsområdets utflöde Fylleån mynnar i havet. Avrinningsområdet består mestadels av skog (57 procent) och jordbruk (14 procent). Avrinningsområdet har 0,2 kvadratkilometer vattenytor vilket ger det en sjöprocent på 15,8 procent.